# Bitwa pod wzgórzem Punilla
Bitwa pod wzgórzem Punilla – starcie zbrojne, które miało miejsce 20 lutego 1781 r. w trakcie powstania Tupaca Amaru II (1780–1783) (walki na południu tzw. bunt Tomasa Katari).
Równocześnie z walkami toczonymi przez Tupaca Amaru II, akcję propagandową na południu prowadził niepiśmienny Indianin z plemienia Ajmara Tomas Katari. Kilkakrotnie aresztowany, za każdym razem uciekał z więzienia kontynuując walkę. Po kolejnym aresztowaniu Katariego w lipcu 1780 r. na czele powstańców stanęli jego dwaj przyrodni bracia Damaso i Nicolas Katari. Grożąc śmiercią jednego z pojmanych corregidorów, wymusili zwolnienie Tomasa z więzienia.
Przez całą jesień 1780 r. toczyły się walki z Hiszpanami, a powstańcy zajęli szereg prowincji, zabijając bezlitośnie wszystkich Hiszpanów, Metysów oraz Indian odmawiających im poparcia. W styczniu 1781 r. Katari został ponownie aresztowany a próba jego odbicia przez jego zwolenników zakończyła się śmiercią przywódcy. Śmierć Tomasa nie załamała powstańców. Rebelia rozprzestrzeniła się na kolejne regiony. Bracia Katari zebrali armię liczącą od 5 tys. do 7 tys. ludzi, oblegając Chuquisakę. Po tygodniu oblężenia dnia 20 lutego siły powstańców poniosły porażkę w bitwie pod wzgórzem Punilla. Zginęło 400 powstańców, reszta została rozproszona. Miesiąc później pozycja braci Katarich wyraźnie osłabła. Wydani Hiszpanom przez zdrajców przywódcy zostali straceni, a ich ciała poćwiartowane i wystawione na widok publiczny.